# アルフレート・ベルガー
アルフレート・ベルガー（Alfred Berger、1894年8月25日 - 1966年6月11日）は、オーストリア出身のフィギュアスケート選手。1924年シャモニー・モンブランオリンピックペア金メダリスト。1922年、1924年世界フィギュアスケート選手権ペアチャンピオン。パートナーはヘレーネ・エンゲルマン。

## 経歴
- 1922年、1924年世界フィギュアスケート選手権優勝。
- 1924年シャモニー・モンブランオリンピックで金メダルを獲得。
- 1966年6月11日死去。

## 主な戦績
| 大会/年      | 1921-22 | 1923-24 |
| ------------ | ------- | ------- |
| オリンピック |         | 1       |
| 世界選手権   | 1       | 1       |